# Thymus diazii
Thymus diazii là một loài thực vật có hoa trong họ Hoa môi. Loài này được Alcaraz, Rivas Mart. & Sánchez-Gómez miêu tả khoa học đầu tiên năm 1989.